# Kodi (software)
Kodi is een opensource-media center, compatibel met verschillende besturingssystemen. Het werd oorspronkelijk geschreven voor Xbox, maar later kwamen daar versies bij voor Windows, Mac en Linux. Sinds versie 9.04 ondersteunt Kodi het Xbox-platform niet meer. Er is echter nog wel een team dat Kodi voor de originele Xbox bijwerkt onder de naam "XBMC4XBOX".
Kodi heette tot en met versie 13 'XBMC'. Dat was de opvolger van de voorheen populaire Xbox Media Player. Er is een live-cd en een live USB-versie beschikbaar zodat men Kodi kan proberen zonder het daadwerkelijk te installeren.

## Details
Kodi ondersteunt een waaier aan multimediaformaten en beschikt over functies zoals een afspeellijst, audiovisualisaties, diashows en weersverwachting. Daarnaast zijn er ook diverse uitbreidingen die beschikbaar worden gemaakt door derden. Als mediacenter kan Kodi de meeste audio- en videobestandsformaten afspelen, alsmede afbeeldingen weergeven van om het even welke bron, zoals cd's, dvd's, USB-geheugendrives, het internet, en via het LAN.
Software die voor de Xbox geschreven wordt is niet illegaal. Iedereen mag een programma bedenken dat eventueel op de Xbox uitgevoerd zou kunnen worden. Microsoft legt de drempel om te beginnen aan Xbox-softwareontwikkeling hierdoor erg laag. Microsoft verlangt echter geld zodra iemand software voor de Xbox op de markt gaat brengen. Ze doen dit door de compilers voor Xbox aan een dure en vrij beperkende licentie te binden. Een compiler maakt van de geschreven software een op de Xbox uit te voeren bestand. Zulks leidt tot de eigenaardige situatie dat het schrijven van Kodi door de ontwikkelaars niet illegaal is, maar zij geen uitvoerbare versie mogen verstrekken. De enige manier om aan Kodi voor de Xbox te komen, is voor de meeste mensen dus via illegale kanalen.
Door de veroudering van de hardware van de Xbox en door het verlangen om het project uit te breiden, is een port voor de PC gemaakt. Door de rekenkracht van moderne hardware van pc's is de Kodi nu in staat om (U)HD-content te decoderen tot 2160p (4K). Hiermee wordt de beperking van de originele Xbox-versie van de Kodi vermeden. De nieuwe versie van Kodi is dan ook in staat (U)HD in het formaat Matroska (MKV) af te spelen, waarbij Kodi gebruikmaakt van DXVA (DirectX voor Video van Microsoft), hierdoor wordt bij het afspelen tijdens het decoderen de GPU gebruikt van een nVidia- of Ati-videokaart waardoor het afspelen veel vloeiender zal verlopen. Het hinderlijke stotteren als een ondertitel wordt gebruikt behoort daardoor tot het verleden. De videokaartjes die DXVA ondersteunen zijn betaalbaar geworden zodat een wat oudere PC misschien ook gebruikt kan worden. Kodi draait bijvoorbeeld goed op een Athlon 3200+ met nVidia- of Ati-kaart. Vanaf versie 10 kan Kodi beschouwd worden als volwaardig alternatief voor MCE (Media Center) van Microsoft.
De ports voor de besturingssystemen Mac OS X en Microsoft Windows zijn gemaakt door enkele vrijwilligers uit de gemeenschap rondom Kodi. Kodi als geheel wordt gedistribueerd onder de GPL. Tegenwoordig wordt het project ook financieel ondersteund door commerciële bedrijven.

## Beschrijving

### Functies

#### Weer
De functie Weer geeft weersvoorspellingen voor meerdere dagen. De functie is standaard niet ingeschakeld. De functie is ingeschakeld in SYSTEEM > Weer> Dienst voor weerinformatie. Verschillende informatiebronnen zijn beschikbaar. Bronnen geven voorspellingen voor alle regio's van de wereld, zoals Yahoo! Weather.

#### Afbeeldingen
De functie Afbeeldingen geeft de afbeeldingen weer. Afbeeldingen (foto's, enz.) Bevinden zich in een of meer mappen op de computer. De gebruiker voegt een bron van afbeeldingen toe voor nieuwe afbeeldingen. Extensies (add-ons) geven de afbeeldingen op internet weer (OneDrive, Flickr, Google Afbeeldingen, etc.).

#### Radio
De functie Radio zendt live radiozenders uit. De radiokanalen gaan via TNT, ADSL, kabel of internet. De bron is afhankelijk van de gekozen extensie (add-on).
Radiofunctionaliteit is standaard niet ingeschakeld. Het is ingeschakeld met tv-extensies zoals PVR Demo Client. Meestal zijn radio-uitbreidingen beschikbaar in Muziek add-ons.

#### TV
De functie TV zendt live tv-kanalen uit. De tv-kanalen lopen via TNT, ADSL, kabel of internet. De bron is afhankelijk van de gekozen extensie (add-on).
De functie TV is standaard niet ingeschakeld. Het wordt in twee stappen geactiveerd (met extensies):
1. De extensie is geactiveerd in SYSTEEM (SYSTEEM > Add-ons > Mijn add-ons > PVR-cliënten > klik op de extensie en klik vervolgens op Inschakelen, herstart Kodi). Kodi maakt meerdere gelijktijdige tv-uitbreidingen mogelijk,
2. De tv-functie is ingeschakeld in SYSTEEM (SYSTEEM > TV > Algemeen > schakel Geactiveerd in). De tv-functie verschijnt in het hoofdmenu.

De tv-extensies die beschikbaar zijn, zijn:
- PVR Demo Client (bron: internetstreaming)
- PVR HDHomeRun-client (bron: TNT-antenne of -kabel)
- PVR IPTV Simple Client (bron: streaming op internet)

Bijzonderheden van bepaalde extensies:
- PVR Demo Client: extensie voor demonstratie van tv-functionaliteit. De video-uitzending is hetzelfde op elke tv-zender (de bron komt van dezelfde webpagina)
- PVR HDHomeRun Client: uitbreiding voor HDHomeRun Connect en HDHomeRun Expand. HDHomeRun Connect verzendt een DTT-antennesignaal via een thuis Ethernet-netwerk en de HDHomeRun Expand verzendt het signaal van een coaxkabel via een thuisnetwerk. PVR HDHomeRun Client Extension Geeft HDHomeRun Connect en HDHomeRun Expand Signal in Kodi weer
- PVR IPTV Simple Client: uitbreiding om tv-kanalen op internet af te spelen. De extensie leest de URL's van de tv-kanalen die zijn opgeslagen in een M3U-bestand. Het M3U-bestand is een tekstbestand met de naam en URL-link van de tv-kanalen. Het tekstbestand wordt opgeslagen in M3U-indeling (Bestand > Opslaan als > Bestandsnaam.m3u). In het M3U-bestand is de URL van het tv-kanaal een extensie .m3u8. Een voorbeeld van M3U bestandsinhoud is:

```
# EXTM3U

#EXTINF: -1, titel van het tv-kanaal 1

http://live.channel1.com/exampleforwikipedia/playlist.m3u8

#EXTINF: -1, titel van het tv-kanaal 2

http://channel2live.exampleforwikipedia.com/master.m3u8?b
=
500
,300,700,900,1200

#EXTINF: -1, titel van tv-kanaal 3

http://www.channel3.de/live/exampleforwikipedia/master.m3u8

```

Om het M3U-bestand te lezen, selecteert de gebruiker de locatie van het M3U-bestand (SYSTEEM > Add-ons > Mijn add-ons > PVR-cliënten > PVR IPTV Simple Client > Configureren > M3U afspeellijstlocatie).

#### Video's
De functie Video's speelt video's af zoals films, cartoons, documentaires, homevideo's en meer. Kodi speelt de video's op verschillende manieren af:
- De video's opgeslagen in een of meer mappen door de optie Bestanden: de gebruiker voegt een bron van video's toe, dat wil zeggen de map met de video's. Vervolgens opent de gebruiker de video's in de map. De gebruiker voegt alle gewenste bronnen toe,
- Afspeellijsten, groepen video's, volgens de optie Afspeellijsten: de gebruiker maakt afspeellijsten met video's die al zijn toegevoegd met de optie Bestanden. Aanvankelijk maakt de gebruiker een lijst met video's op type of trefwoorden (trefwoorden in de titel of samenvatting). De gebruiker maakt alle gewenste afspeellijsten,
- Met specifieke methoden via de optie Video add-ons: Extensies zijn applicaties die door derden zijn ontwikkeld. Toepassingen lezen video's op een specifieke manier: video's op internet, zelfs in streaming, video's door TNT, enz.

#### Muziek
De functie Muziek speelt audiobestanden af: muzieknummers, enz. Kodi leest audiobestanden op verschillende manieren:
- Audiobestanden opgeslagen in een of meer mappen door de optie Bestanden: de gebruiker voegt een muziekbron toe, dat wil zeggen, de map met de audiobestanden. Vervolgens opent de gebruiker de audiobestanden in de map. De gebruiker voegt alle gewenste bronnen toe,
- Afspeellijsten, groepen audiobestanden, volgens de optie Afspeellijsten: de gebruiker maakt afspeellijsten met audiobestanden die al zijn toegevoegd met de optie Bestanden. Aanvankelijk maakt de gebruiker een lijst met audiobestanden op type of trefwoorden (trefwoorden in de titel of samenvatting). De gebruiker maakt alle gewenste afspeellijsten,
- Met specifieke methoden via de optie Muziek add-ons: extensies zijn applicaties die door derden zijn ontwikkeld. Toepassingen lezen audiobestanden op een specifieke manier: internetpodcasts, zelfs in streaming, internetradio, enz.

#### Programma's
De functie Programma's biedt een verscheidenheid aan opties. Deze opties zijn:
- Kunstwerken en fan-art downloaden met betrekking tot tv-programma's, films, enz.
- Tv-programmagidsen
- Back-upbeheer van aangepaste Kodi-configuraties
- Foto's en video's bekijken die beschikbaar zijn op Facebook, Dropbox, enzovoort
- Toegang tot een e-mailbox zoals Gmail, Yahoo, AOL, iCloud en anderen
- De configuratie van afstandsbedieningen voor gebruik met Kodi
- enz.

Er is bij verstek geen add-on Programma's geïnstalleerd. De gebruiker installeert ze zelf.

#### Systeem
De functie Systeem biedt algemene Kodi-instellingen en instellingen voor de verschillende functies van Kodi. Sommige parameters zijn alleen toegankelijk voor bepaalde parameterniveaus. Deze niveaus zijn Basis, Standaard, Geavanceerd en Expert. Het instellingsniveau wordt linksonder in elk venster van de algemene instellingen gewijzigd. Verborgen parameters verschijnen als niveaus veranderen.

### Ondersteunde formaten
Kodi is gebaseerd op FFmpeg voor codec-ondersteuning.
- Fysieke media: CD, DVD, Video-CD (inclusief DVD-Video, VCD / SVCD en Audio-CD / CDDA)
- Extensies formaten: AVI, MPEG, WMV, ASF, FLV, MKV, MOV, MP4, M4A, AAC, NUT, Ogg, OGM, RealMedia RAM / RM / RV / RA / RMVB, 3gp, VIVO, PVA, NUV, NSV, NSA, FLI, FLC en DVR-MS (bèta-ondersteuning)
- Afspeellijstindeling: M3U
- Videoformaat: MPEG-1, MPEG-2, H.263, MPEG-4 SP en ASP, MPEG-4 AVC (H.264), HuffYUV, Indeo, MJPEG, RealVideo, QuickTime, Sorenson, WMV, Cinepak
- Audioformaten: AIFF, WAV / WAVE, MP2, MP3, AAC, AACplus, AC3, DTS, ALAC, AMR, FLAC, Monkey's Audio (APE), RealAudio, SHN, WavPack, MPC / Musepack / Mpeg +, Speex, Vorbis en WMA .
- Formaten foto / afbeelding: BMP, JPEG, GIF, PNG, TIFF, MNG, ICO, PCX en Targa / TGA
- Ondertitelformaten: AQTitle, ASS / SSA, CC, JACOsub, MicroDVD, MPsub, OGM, PJS, RT, SMI, SRT, SUB, VOBsub, VPlayer

## Europees verbod illegale add-ons en media-spelers
Het is mogelijk om in Kodi add-ons van derden te installeren die films streamen van illegale streamingsites. Diverse sites verkochten mediaplayers met daarop een pre-install van Kodi met daarop tevens illegale add-ons. De verkoop van mediaspelers met illegale add-ons is door de Europese rechter óók illegaal verklaard, alsmede het gebruik ervan, wegens strijd met de Europese auteursrechtenregeling.